# AMD Mobile Duron
Der AMD Mobile Duron ist ein Notebookprozessor ähnlich dem Athlon XP-M. Er basiert im Wesentlichen auf dem K7-Design des Athlon, verfügt aber wie der Duron nur über 64 KiB L2-Cache. Dafür besitzt er die Energiesparfunktion PowerNow!, die ihn für den mobilen Einsatz tauglich macht.
Die älteren Modelle besitzen die Stromsparfunktionen noch nicht, was sie nicht besonders attraktiv für Notebooks machte.

## Modelldaten

### Spitfire
- L1-Cache: 64 + 64 KiB (Daten + Instruktionen)
- L2-Cache: 64 KiB mit Prozessortakt
- MMX, 3DNow!
- Sockel A, EV6 mit 100 MHz (FSB200)
- Betriebsspannung (VCore): 1,40 V
- Erstes Erscheinungsdatum: 15. Januar 2001
- Fertigungstechnik: 0,18 µm
- Taktraten: 600–700 MHz
  - 600 MHz (15. Januar 2001)
  - 700 MHz (15. Januar 2001)

### Morgan
- L1-Cache: 64 + 64 KiB (Daten + Instruktionen)
- L2-Cache: 64 KiB mit Prozessortakt
- MMX, Extended 3DNow!, SSE, PowerNow!
- Sockel A, EV6 mit 100 MHz (FSB200)
- Betriebsspannung (VCore): 1,40–1,50 V
- Erstes Erscheinungsdatum: 14. Mai 2001
- Fertigungstechnik: 0,18 µm
- Taktraten: 800–1.200 MHz
  - 800 MHz (14. Mai 2001)
  - 850 MHz (14. Mai 2001)
  - 900 MHz (20. August 2001)
  - 950 MHz (12. November 2001)
  - 1.000 MHz (17. Dezember 2001)
  - 1.100 MHz (30. Januar 2002)
  - 1.200 MHz (30. Januar 2002)